# 1996 في كولومبيا
فيما يلي قوائم الأحداث التي وقعت خلال عام 1996 في كولومبيا.

## رياضة
- 5 مايو – طواف كولومبيا 1996 الفائزون ميغيل أنخيل سانابريا، Héctor Palacio [الإنجليزية]‏، لويس ألبرتو غونزاليس.

## مواليد

### يناير
- 10 يناير – باولا أندريا بيريز لاعبة كرة مضرب كولومبية.
- 10 يناير – ماريا بولينا بيريز لاعبة كرة مضرب كولومبية.

### أبريل
- 25 أبريل – دانييل مارتينيز درّاج طريق كولومبي.

### يونيو
- 12 يونيو – دافينسون سانشيز لاعب كرة قدم كولومبي.

### سبتمبر
- 20 سبتمبر – مارلوس مورينو لاعب كرة قدم كولومبي.

## وفيات

### مارس
- 5 مارس – خوسيه سانتاكروز لوندونو (مواليد 1943) بارون المخدرات كولومبي.